# إيغور تسيلوفالنيكوف
إيغور تسيلوفالنيكوف مواليد 2 يناير 1944 في يريفان - الوفاة 1 مارس 1986، كان دراج. سبق أن شارك في دورة الألعاب الأولمبية الصيفية وفاز بميدالية أولمبية.

## الميداليات
| الميدالية | المسابقة                       |
| --------- | ------------------------------ |
| ذهبية     | الألعاب الأولمبية الصيفية 1972 |

## روابط خارجية
- إيغور تسيلوفالنيكوف على موقع أرشيف الدراجات (الإنجليزية)
- إيغور تسيلوفالنيكوف على موقع أوليمبيديا (الإنجليزية)